# Liddel Water
Das Liddel Water ist ein Wasserlauf im Vereinigten Königreich. Es entsteht aus dem Zusammenfluss einer Reihe von kleineren Wasserläufen darunter der Dead Sike, Rashy Sike, Hartwell Burn, Peel Burn, Holy Grain und Caddroun Burn östlich des Saughtree Fell in den Scottish Borders, Schottland. Es fließt in südwestlicher Richtung und vereinigt sich westlich von Kershopefoot mit dem Kershope Burn. Nun bildet das Liddel Water die Grenze zwischen Scottish Borders und Cumbria, England. Von der Mündung des Muir Burn in das Liddel Water bildet dieses die Grenze von Cumbria und Dumfries and Galloway, Schottland. Das Liddle Water mündet südlich von Canonbie in den River Esk.

## Brücken
Entlang seines Laufs überspannen verschiedene Brücken das Liddel Water. Von diesen sind die Powisholm Bridge, die Penton Bridge sowie der Riddings Junction Viaduct denkmalgeschützt.